# Benny Dollo
Benny Dollo (Manado, Indonesia; 22 de septiembre de 1950-provincia de Bantén, Indonesia; 1 de febrero de 2023) fue un entrenador de fútbol indonesio.

## Equipos
| Periodo   | Club                    |
| --------- | ----------------------- |
| 1983      | UMS 80                  |
| 1985      | UMS Amatir              |
| 1987–1994 | Pelita Jaya Jawa Barat  |
| 1995–1998 | Persita Tangerang       |
| 1999      | Persitara Jakarta Utara |
| 2000      | Persma Manado           |
| 2000–2001 | Indonesia               |
| 2000–2001 | Indonesia U23           |
| 2001–2003 | Persita Tangerang       |
| 2004–2006 | Arema Malang            |
| 2007–2008 | Persita Tangerang       |
| 2008–2010 | Indonesia               |
| 2009–2010 | Persija Jakarta         |
| 2010–2011 | Mitra Kukar FC          |
| 2013–2014 | Persija Jakarta         |
| 2014–2016 | Sriwijaya FC            |
| 2015      | Indonesia               |

## Logros
Pelita Jaya Jawa Barat
- Galatama: 1988/89, 1990, 1993/94

Arema Malang
- First Division: 2004
- Copa de Indonesia: 2005, 2006

Indonesia
- Copa Independencia Indonesia: 2008